# ECW World Tag Team Championship
L'ECW World Tag Team Championship est un championnat de catch par équipe de l'Eastern Championship Wrestling / Extreme Championship Wrestling (ECW). Il est créé le 23 juin 1992 quand Super Destroyer #1 (en) et Super Destroyer #2 (en) remportent un tournoi. Jusqu'en avril 2001, ce titre connait 52 règnes et est vacant à quatre reprises.

## Historique
Le 23 juin 1992, l'Eastern Championship Wrestling (ECW) organise un tournoi pour désigner les premiers champions par équipes de l'ECW. Super Destroyer #1 (en) et Super Destroyer #2 (en) remportent ce tournoi en battant Glen Osbourne (en) et Max Thrasher. Ce premier règne qui dure 9 mois et 10 jours est le plus long.
|  | Demi-finales                                       | Demi-finales                                       | Demi-finales                             | Demi-finales                             |                               |                               | Finale | Finale | Finale | Finale |
|  |                                                    |                                                    |                                          |                                          |                               |                               |        |        |        |        |
|  |                                                    |                                                    |                                          |                                          |                               |                               |        |        |        |        |
|  | Glen Osbourne (en) et Max Thrasher                 | Glen Osbourne (en) et Max Thrasher                 | N/A                                      | N/A                                      |                               |                               |        |        |        |        |
|  | Glen Osbourne (en) et Max Thrasher                 | Glen Osbourne (en) et Max Thrasher                 | N/A                                      | N/A                                      |                               |                               |        |        |        |        |
|  | Mr Anthony et Mr Perez                             | Mr Anthony et Mr Perez                             | N/A                                      | N/A                                      |                               |                               |        |        |        |        |
|  | Mr Anthony et Mr Perez                             | Mr Anthony et Mr Perez                             | N/A                                      | N/A                                      | Glen Osbourne et Max Thrasher | Glen Osbourne et Max Thrasher | N/A    | N/A    |        |        |
|  |                                                    |                                                    |                                          |                                          | Glen Osbourne et Max Thrasher | Glen Osbourne et Max Thrasher | N/A    | N/A    |        |        |
|  |                                                    |                                                    | Super Destroyer #1 et Super Destroyer #2 | Super Destroyer #1 et Super Destroyer #2 | N/A                           | N/A                           |        |        |        |        |
|  | Jimmy Jannetty et JT Smith                         | Jimmy Jannetty et JT Smith                         | Super Destroyer #1 et Super Destroyer #2 | Super Destroyer #1 et Super Destroyer #2 | N/A                           | N/A                           | N/A    | N/A    |        |        |
|  | Jimmy Jannetty et JT Smith                         | Jimmy Jannetty et JT Smith                         |                                          |                                          |                               |                               |        | N/A    |        |        |
|  | Super Destroyer #1 (en) et Super Destroyer #2 (en) | Super Destroyer #1 (en) et Super Destroyer #2 (en) | N/A                                      | N/A                                      |                               |                               |        |        |        |        |
|  | Super Destroyer #1 (en) et Super Destroyer #2 (en) | Super Destroyer #1 (en) et Super Destroyer #2 (en) | N/A                                      | N/A                                      |                               |                               |        |        |        |        |

Le 15 mai 1993, Super Destroyer #1 et Super Destroyer #2 récupèrent ce titre avant de le perdre dans la journée établissant le record du plus court règne que Stevie Richards et Raven égalent le 7 octobre 1995. Fin août 1994, l'ECW change de nom pour devenir l'Extreme Championship Wrestling et ce championnat change aussi de nom pour être l'ECW World Tag Team Championship.
| #  | Champion                                                                    | Fois | Date              | Durée              | Lieu                           | Notes | Réf    |
| -- | --------------------------------------------------------------------------- | ---- | ----------------- | ------------------ | ------------------------------ | --- | ------ |
| 1  | Super Destroyer #1 (en) et Super Destroyer #2 (en)                          | 1    | 23 juin 1992      | 9 mois et 10 jours | Philadelphie, Pennsylvanie     | Ils battent Glen Osbourne (en) et Max Thrasher en finale d'un tournoi. | [ 1 ]  |
| 2  | Tony Stetson (en) et Larry Winters (en)                                     | 1    | 2 avril 1993      | 1 jour             | Radnor, Pennsylvanie           | Au cours d'un match sans disqualification Titre contre Cheveux diffusé le 11 mai.                                                                                         | [ 3 ]  |
| 3  | Sir Christopher Candido, Sir Jonathan Hot Body et Sir Richard Michaels (en) | 1    | 3 avril 1993      | 1 mois et 12 jours | Radnor, Pennsylvanie           | Diffusé le 25 mai où Candido et Hot Body remportent le match. Candido, Hot Body et Michaels utilisent la Freebird rule                                                    | [ 4 ]  |
| 4  | Super Destroyer #1 et Super Destroyer #2                                    | 2    | 15 mai 1993       | 0 jour             | Philadelphie, Pennsylvanie     | Ils battent Hot Body et Michaels. Diffusé le 6 juillet. | [ 5 ]  |
| 5  | Sir Christopher Candido, Sir Jonathan Hot Body et Sir Richard Michaels      | 2    | 15 mai 1993       | 2 mois             | Philadelphie, Pennsylvanie     | Hot Body et Michaels remportent ce match diffusé le 20 juillet. | [ 6 ]  |
| -  | Vacant                                                                      | 1    | 15 juillet 1993   | 24 jours           | -                              | Candido quitte l'ECW. | [ 2 ]  |
| 6  | Eddie Gilbert (en) et Dark Patriot (en)                                     | 1    | 8 août 1993       | 1 mois et 23 jours | Philadelphie, Pennsylvanie     | Battent Mr. Sandman et Salvatore Bellomo en finale d'un tournoi diffusé le 7 septembre.                                                                                   | [ 7 ]  |
| 7  | Johnny Hot Body (2) et Tony Stetson (2)                                     | 1    | 1er octobre 1993  | 1 mois et 12 jours | Philadelphie, Pennsylvanie     | Ils reçoivent le titre quand Gilbert quitte l'ECW. | [ 2 ]  |
| 8  | Johnny Gunn et Tommy Dreamer                                                | 1    | 13 novembre 1993  | 21 jours           | Philadelphie, Pennsylvanie     | | [ 8 ]  |
| 9  | Kevin Sullivan et The Tazmaniac                                             | 1    | 4 décembre 1993   | 2 mois             | Philadelphie, Pennsylvanie     | Diffusé le 14 décembre, Shane Douglas remplace Johnny Gunn. | [ 9 ]  |
| -  | Vacant                                                                      | 2    | 4 février 1994    | 1 mois et 1 jour   | -                              | Après un match diffusé le 1er mars face à Don et Ron Harris qui se termine sans vainqueur, l'ECW retire le titre.                                                         | [ 10 ] |
| 10 | Kevin Sullivan et The Tazmaniac                                             | 2    | 5 mars 1994       | 1 jour             | Philadelphie, Pennsylvanie     | Ils battent Don et Ron Harris. | [ 11 ] |
| 11 | The Public Enemy (Johnny Grunge et Rocco Rock)                              | 1    | 6 mars 1994       | 5 mois et 21 jours | Philadelphie, Pennsylvanie     | Diffusé le 8 mars. | [ 12 ] |
| 12 | Cactus Jack et Mikey Whipwreck                                              | 1    | 27 août 1994      | 2 mois et 9 jours  | Philadelphie, Pennsylvanie     | Ils sont les premiers à être ECW World Tag Team Champions. Diffusé le 13 septembre.                                                                                       | [ 13 ] |
| 13 | The Public Enemy                                                            | 2    | 5 novembre 1994   | 2 mois et 30 jours | Philadelphie, Pennsylvanie     | | [ 14 ] |
| 14 | Sabu et The Tazmaniac (3)                                                   | 1    | 4 février 1995    | 21 jours           | Philadelphie, Pennsylvanie     | Au cours d'un combat de tables. | [ 15 ] |
| 15 | Chris Benoit et Dean Malenko                                                | 1    | 25 février 1995   | 1 mois et 14 jours | Philadelphie, Pennsylvanie     | | [ 16 ] |
| 16 | The Public Enemy                                                            | 3    | 8 avril 1995      | 2 mois et 22 jours | Philadelphie, Pennsylvanie     | | [ 17 ] |
| 17 | Raven et Stevie Richards                                                    | 1    | 30 juin 1995      | 2 mois et 17 jours | Philadelphie, Pennsylvanie     | Diffusé le 4 juillet. | [ 18 ] |
| 18 | Pitbull #1 et Pitbull #2                                                    | 1    | 16 septembre 1995 | 21 jours           | Philadelphie, Pennsylvanie     | Dans un match Dog collar match au meilleur des trois tombé. | [ 19 ] |
| 19 | Raven et Stevie Richards                                                    | 2    | 7 octobre 1995    | 0 jour             | Philadelphie, Pennsylvanie     | Diffusé le 24 octobre. | [ 20 ] |
| 20 | The Public Enemy                                                            | 4    | 7 octobre 1995    | 21 jours           | Philadelphie, Pennsylvanie     | Remporte un match à trois équipes à élimination comprenant aussi Mustafa et New Jack.                                                                                     | [ 20 ] |
| 21 | The Sandman et Too Cold Scorpio                                             | 1    | 28 octobre 1995   | 2 mois et 1 jour   | Philadelphie, Pennsylvanie     | Le titre change de main durant un match simple opposant Too Cold Scorpio à Rocco Rock où le championnat du monde Télévision de Scorpio est en jeu. Diffusé le 7 novembre. | [ 21 ] |
| 22 | Cactus Jack et Mikey Whipwreck                                              | 2    | 29 décembre 1995  | 1 mois et 5 jours  | New York, New York             | Dans un match simple opposant Scorpio à Whipwreck où les titres de champion du monde par équipe et champion du monde Télévision sont en jeu.                              | [ 22 ] |
| 23 | John Kronus et Perry Saturn                                                 | 1    | 3 février 1996    | 6 mois             | New York, New York             | | [ 23 ] |
| 24 | Mustafa et New Jack                                                         | 1    | 3 août 1996       | 4 mois et 17 jours | Philadelphie, Pennsylvanie     | Au cours d'un match à quatre équipes à élimination comprenant aussi Don et Ron Harris ainsi que Mack Daddy Kane et Sammy Silk.                                            | [ 24 ] |
| 25 | John Kronus et Perry Saturn                                                 | 2    | 20 décembre 1996  | 2 mois et 23 jours | Middletown, New York           | Diffusé le 2 janvier 1997. | [ 25 ] |
| 26 | The Dudley Boyz (Buh Buh Ray Dudley et D-Von Dudley)                        | 1    | 15 mars 1997      | 29 jours           | Philadelphie, Pennsylvanie     | | [ 26 ] |
| 27 | John Kronus et Perry Saturn                                                 | 3    | 13 avril 1997     | 2 mois et 7 jours  | Philadelphie, Pennsylvanie     | | [ 27 ] |
| 28 | The Dudley Boyz                                                             | 2    | 20 juin 1997      | 29 jours           | Waltham, Massachusetts         | Diffusé le 26 juin. | [ 28 ] |
| 29 | Mustafa et New Jack                                                         | 2    | 19 juillet 1997   | 29 jours           | Philadelphie, Pennsylvanie     | Daus un match en cage avec des armes. | [ 29 ] |
| 30 | The Dudley Boyz                                                             | 3    | 17 août 1997      | 1 mois et 3 jours  | Fort Lauderdale, Floride       | Ils battent Mustafa et New Jack par forfait après le départ de Mustafa de la fédération.                                                                                  | [ 30 ] |
| 31 | John Kronus (4) et New Jack (3)                                             | 1    | 20 septembre 1997 | 28 jours           | Philadelphie, Pennsylvanie     | | [ 31 ] |
| 32 | Little Guido et Tracy Smothers                                              | 1    | 18 octobre 1997   | 1 mois et 17 jours | Philadelphie, Pennsylvanie     | Diffusé le 1er novembre. | [ 32 ] |
| 33 | Doug Furnas et Phil LaFon                                                   | 1    | 5 décembre 1997   | 1 jour             | Waltham, Massachusetts         | | [ 33 ] |
| 34 | Chris Candido (3) et Lance Storm                                            | 1    | 6 décembre 1997   | 6 mois et 21 jours | Philadelphie, Pennsylvanie     | Ils remportent un match à trois équipes à élimination comprenant aussi Axl Rotten et Balls Mahoney. Diffusé le 13 décembre.                                               | [ 34 ] |
| 35 | Sabu (2) et Rob Van Dam                                                     | 1    | 27 juin 1998      | 3 mois et 27 jours | Philadelphie, Pennsylvanie     | | [ 35 ] |
| 36 | The Dudley Boyz                                                             | 4    | 24 octobre 1998   | 8 jours            | Cleveland, Ohio                | Diffusé le 30 octobre. | [ 36 ] |
| 37 | Balls Mahoney et Masato Tanaka                                              | 1    | 1er novembre 1998 | 5 jours            | La Nouvelle-Orléans, Louisiane | | [ 37 ] |
| 38 | The Dudley Boyz                                                             | 5    | 6 novembre 1998   | 1 mois et 7 jours  | New York, New York             | Diffusé le 13 novembre. | [ 38 ] |
| 39 | Sabu (3) et Rob Van Dam (2)                                                 | 2    | 13 décembre 1998  | 4 mois et 4 jours  | Tokyo, Japon                   | Au cours d'un spectacle organisé par la Frontier Martial-Arts Wrestling.                                                                                                  | [ 39 ] |
| 40 | The Dudley Boyz                                                             | 6    | 17 avril 1999     | 3 mois et 1 jour   | Buffalo, New York              | Diffusé le 23 avril. | [ 40 ] |
| 41 | Balls Mahoney (2) et Spike Dudley                                           | 1    | 18 juillet 1999   | 26 jours           | Dayton, Ohio                   | | [ 41 ] |
| 42 | The Dudley Boyz                                                             | 7    | 13 août 1999      | 1 jour             | Toledo, Ohio                   | Diffusé le 20 août. | [ 42 ] |
| 43 | Balls Mahoney (3) et Spike Dudley (2)                                       | 2    | 14 août 1999      | 12 jours           | Toledo, Ohio                   | | [ 43 ] |
| 44 | The Dudley Boyz                                                             | 8    | 26 août 1999      | 0 jour             | New York, New York             | Diffusé le 3 septembre. | [ 44 ] |
| 45 | Raven (3) et Tommy Dreamer (2)                                              | 1    | 26 août 1999      | 4 mois et 14 jours | New York, New York             | Diffusé le 3 septembre. | [ 44 ] |
| 46 | Justin Credible et Lance Storm (2)                                          | 1    | 9 janvier 2000    | 1 mois et 17 jours | Birmingham, Alabama            | | [ 45 ] |
| 47 | Masato Tanaka (2) et Tommy Dreamer (3)                                      | 1    | 26 février 2000   | 7 jours            | Cincinnati, Ohio               | Diffusé le 5 mars. | [ 46 ] |
| 48 | Mike Awesome et Raven (4)                                                   | 1    | 4 mars 2000       | 8 jours            | Philadelphie, Pennsylvanie     | Diffusé le 10 mars. | [ 47 ] |
| 49 | Justin Credible (2) et Lance Storm (3)                                      | 2    | 12 mars 2000      | 1 mois et 10 jours | Danbury, Connecticut           | Au cours d'un match à trois équipes à élimination comprenant aussi Tommy Dreamer et Masato Tanaka.                                                                        | [ 48 ] |
| -  | Vacant                                                                      | 3    | 22 avril 2000     | 4 mois et 3 jours  | -                              | Credible rend le titre vacant. | [ 2 ]  |
| 50 | Mikey Whipwreck (3) et Yoshihiro Tajiri                                     | 1    | 25 août 2000      | 1 jour             | New York, New York             | Ils battent Jerry Lynn et Tommy Dreamer ainsi que Johnny Swinger et Simon Diamond (en) en finale d'un tournoi diffusé le 1er septembre.                                   | [ 49 ] |
| 51 | Little Guido (2) et Tony Mamaluke                                           | 1    | 26 août 2000      | 3 mois et 7 jours  | New York, New York             | Diffusé le 8 septembre. | [ 50 ] |
| 52 | Danny Doring (en) et Roadkill (en)                                          | 1    | 3 décembre 2000   | 4 mois et 7 jours  | New York, New York             | | [ 51 ] |
| -  | Désactivé                                                                   | -    | 10 avril 2001     | -                  | -                              | L'ECW se déclare en banqueroute | [ 52 ] |